# Хлебников, Андрей Ильич
Андре́й Ильи́ч Хле́бников (1778—1868) — штурман, член команды шлюпа «Дианы», участник кругосветной экспедиции капитана Василия Головнина (1776—1831). В 1811—1813 гг. участник так называемого инцидента с Головниным — русско-японского дипломатического конфликта начала XIX века, первого прецедента нарушения японцами многовековых законов о самоизоляции и монополии голландцев на посещение страны. Тесть тверского благотворителя Павла Максимовича, прапрадед биолога Леонида Крушинского.

## Биография

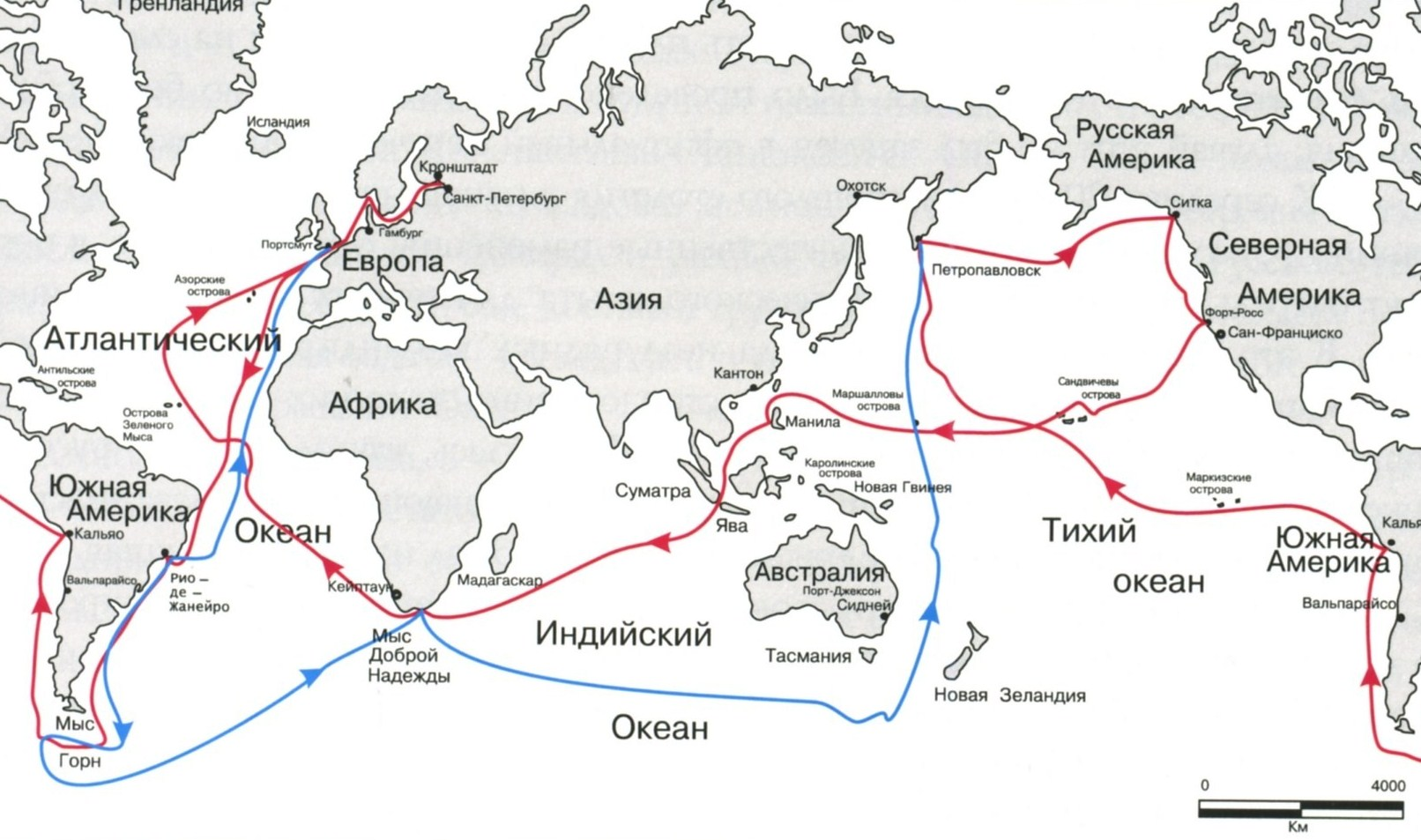
Плавание команды В. М. Головнина на шлюпе «Диана» (синий маршрут) в 1808—1811 годах.

Происходил из вольноопределяющихся купеческих детей. Являлся сыном ставшего в 1795 г. купцом 3-й гильдии астраханского мещанина Ильи Иванова Хлебникова из Безродной слободы, приказного служителя Астраханского магистрата, и дочери комиссарского подьячего бывшего Самарского полка Мирона Васильева. Фамилия могла быть связана с торговой деятельностью деда. Отец собственной торговли не имел, а служил в 1767—1768 гг. целовальником в Астрахани у мелочной соляной продажи и в валовом амбаре у отпуска казённой соли, в 1769—1770 гг. — счётчиком у приёма и отдачи денежной казны в Астраханской губернской канцелярии, с 1771 г. — у гражданских старост писчиком. Поэт Велимир Хлебников происходит из другого, более древнего рода астраханских купцов Хлебниковых, не имеющего документальных связей с родом Андрея Ильича.
Поступил 1 января 1795 года в Штурманскую роту в Кронштадте (с 1798 г. Балтийское штурманское училище), выпущен в феврале 1802 года штурманским помощником унтер-офицерского чина. Обучение и первые годы службы проходил в кампаниях на Каспийском море на бомбардирском корабле «Кизляре», пакетботе «Соколе» и галетах №№ 1, 3 и 4, содержал провианты на острове На́ргине в 1803 г. для армии Цицианова. В 1805—1806 годах служил на Балтийском море на линкоре «Всеволоде» при переброске войск в Померанию. В 1809 году произведён в штурманы 12-го класса, а на следующий год — в штурманы 9-го класса. В мае 1810 года на шлюпе «Диане» под командованием В. М. Головнина отправился в плавание в русские владения на Северо-Западе Америки для доставки хлеба с Камчатки (побывал в Бразилии на острове Св. Катарины, в Капской колонии, где экипаж был арестован британцами, и на острове Танне в Вануату). 25 апреля 1811 года на том же шлюпе «Диане» под командой капитан-лейтенанта В. М. Головнина отправился к Курильским островам и 11 июля того же года вместе со своим командиром, пятью сослуживцами и местным переводчиком был захвачен в плен японцами.
В 1815 году, прибыв на американском «Сильфе» из Петропавловска до Охотска и сухим путём из Охотска в Петербург, занимал вакансию астронома при ревельском порте для сочинения карт по описям. Затем продолжил службу во флоте, участвовал в плаваниях в Голландию, Англию и Францию на фрегатах «Меркурии» для доставки приданого Анне Павловне в Амстердам и 36-пушечном «Гекторе» с будущим Николаем I на борту и на 24-пушечной «России». В 1818 году внесён в дворянскую родословную книгу Санкт-Петербургской губернии (3-я часть). В 1821 году пожалован кавалером ордена св. Владимира 4-й степени. С января 1823 года занимал должность помощника начальника Комиссариатского отделения Хозяйственной экспедиции Адмиралтейств-коллегии и диспозиционного советника при морских санкт-петербургских госпиталях, заготовлял морские провизии в Низовых губерниях. С декабря 1823 года — смотритель Охтинских слобод. В 1824 году произведён в чин надворного советника.
Жена с октября 1823 года — Татьяна Тертьевна (1802—1842), дочь погибшего в 1813 г. в Русской Америке заместителя управляющего Российско-американской компании, учёного-химика, члена-корреспондента Академии Наук, юриста, вологодского губернского прокурора Тертия Борноволокова — была инспектрисой Института глухонемых в Санкт-Петербурге. Похоронена на Хлебниковских мостках Митрофаньевского кладбища Санкт-Петербурга.
Поддерживал дружеские отношения с Василием Головниным после освобождения из плена — в 1819 году Хлебников провёл единственный за годы службы 2-месячный отпуск (март-апрель) в Рязанской губернии (где в Пронском уезде находилась и родина Головнина, село Гулынки), в 1823—1827 гг. Головнин (вместе с И. С. Сульменёвым) стал свидетелем на его свадьбе и крёстным отцом его троих старших детей в Троицкой церкви на Большой Охте. В духовном завещании Хлебников оставляет сыну Дмитрию, ученику Александровского лицея, серебряный чайник с памятной надписью от офицеров шлюпа «Диана» и золотые карманные часы, подаренные королевой Нидерландов Анной Павловной за исправное доставление её приданого в Амстердам в 1816 г..
В октябре 1834 г. приобрёл у Стефании и Аполлона Заборовских имение в сельце Захарьино (8 дворовых) с деревней Ново-Никитино (105 крестьян) Калязинского уезда. В 1842—1853 гг. приобрёл у Стефании Петровны Заборовской ещё 5 дворовых в Захарьино и 103 крестьян в деревне Дьяконово. Похоронен на Смоленском кладбище в Твери. Известны потомки двух дочерей Андрея Хлебникова: Марии (в замужестве Третьяковой) и Анны (вышедшей замуж за капитан-лейтенанта П. П. Максимовича, сына астраханского губернского предводителя дворянства).

## Записка о японском плене
По возвращении в Россию после инцидента с Головниным Хлебников в 1814 г. написал воспоминания о произошедших событиях «Японский плен 7 россиян в 1811, 1812, 1813 годах». Василий Головнин, вернувшись в Санкт-Петербург, также оставил о них воспоминания, ставшие широко известными по всему миру («Записки флота капитана В. М. Головнина»). Также свои записки вскоре издал и Пётр Рикорд. Воспоминания Хлебникова, напротив, не были опубликованы до 2017 года, так как были написаны в Петропавловске-Камчатском. Авторы воспоминаний описали одни и те же события независимо друг от друга, находясь в разных краях страны.
При этом Хлебников является автором чертежей карт, включённых в первые издания «Записок» Василия Головнина.
Записка написана чистым литературным русским языком, без следов регионализмов, диалектизмов в лексике или морфологии, кроме псковского термина «ду́док, ду́дала, ду́долка, ду́долица» в выражении «пил дудкой воду».

## Память
Именем Андрея Хлебникова названа река на острове Кунашире  (яп.  Эканкотан-гава), впадающая в залив Измены, протекающая параллельно с реками Головнина и Рикорда. Его именем также назывался упразднённый в 1962 году посёлок Хлебниково  (яп.  Эканкотан) в устье этой реки, к западу от села Головнино.